# الرقابة على مجتمع الاستخبارات بالولايات المتحدة الأمريكية
تتشارك الهيئات التنفيذية والتشريعية الأمريكية مهمة الرقابة على مجتمع الاستخبارات بالولايات المتحدة الأمريكية. الرقابة في هذه الحالة، هي الإشراف على الوكالات الاستخباراتية وجعلها مسؤولة عن أفعالها، وبشكل عام، تبحث الهيئات الرقابية في القضايا التي تتضمن تتبُع حاجات الساسة -صانعي القرارات السياسية-، ونوعية التحليل والعمليات ومشروعية الأفعال.

## الالتزامات التشريعية والتنفيذية المتبادلة
غالبًا ما تتداخل مسؤوليات إشراف الكونغرس على مجتمع الاستخبارات مع مسئوليات السلطة التنفيذية. وبإلقاء نظرة على التنافس القائم بين السلطتين التشريعية والتنفيذية، فإن هذا التشابك يخلق نوعًا من التوتر بين الجهتين المتنافستين لتحقق كل منهما أهدافها باستخدام سلطاتها وصلاحياتها المختلفة. لذلك، تُعتبر الرقابة على الاستخبارات واحدة من أصعب التحديات للفصل بين السلطات المختلفة.

### السلطة التنفيذية
يضع البيت الأبيض أجندة الشؤون الخارجية وشؤون الأمن القومي. أكد الكونغرس والسلطة القضائية مرارًا على الدور الفعال للسلطة التنفيذية في إدارة شؤون الأمن القومي في العديد من المرات. وأكثر من ذلك، فإن البيت الأبيض يُمكنه الحد من نفوذ الكنجرس على كل من الاستخبارات والأمن القومي.

### الوصول إلى المعلومات
يتمتع البيت الأبيض بالقدرة على التحكم في تصنيف المعلومات وحجب الوصول إلى المعلومات والتفاصيل العملياتية عن أعضاء محددين في الكونغرس الأمريكي. يمكن للسلطة التنفيذية بهذه الطريقة التحكم بشكل مباشر في ما يمكن للكونغرس أن يراه أو لا يراه، وفي التأثير بشكل غير مباشر على القدرة العامة للسلطة التشريعية في اتخاذ القرار. على الرغم من أن أعضاء مجتمع الاستخبارات الأمريكية يحملون التصاريح الأمنية المناسبة واللازمة، تكون هناك أحيانًا حدود تمنع اطلاع بعضهم على أنشطة استخباراتية معينة. وعلى الرغم من أن قانون الأمن القومي لعام 1947 ينص على أن الكونغرس يجب أن يُحاط بكافة المعلومات حول الأنشطة الاستخباراتية الهامة، فإن بعض الرؤساء ترجموا هذه الفقرة على أرض الواقع بحاجتهم فقط لمجرد إخطار «مجموعة الثمانية» بدلًا من إعطائهم العضوية الكاملة في مجتمع الاستخبارات الأمريكي. تتكون مجموعة الثمانية من زعماء الأغلبية والأقلية في كل من مجلس الشيوخ ومجلس النواب، والرؤساء والأعضاء العسكريين في لجان الاستخبارات في مجلس الشيوخ ومجلس النواب. حق الفيتو: للرئيس الأمريكي أيضًا الحق في نقض أي تشريعات يمررها الكونغرس. على سبيل المثال، استخدم الرئيس الأمريكي حق النقد (الفيتو) لمشروع قانون تفويض الاستخبارات لعام 2009، الذي يتضمن إمكانية الاستجواب القسري، هذا يعني أنه يمكن استخدام حق الفيتو كأداة فعالة للحد من قدرة الكونغرس في التأثير على السياسات الاستخباراتية. السلطة المباشرة: من حق الرئيس الأمريكي تعيين القادة في مجتمع الاستخبارات الأمريكي في مناصبهم، ولدى البيت الأبيض الصلاحية لتعيينهم وفصلهم في أي وقت. رغم ذلك، هناك بعض المناصب التي تحتاج موافقة مجلس الشيوخ، مثل منصب مدير وكالة الاستخبارات الأمريكية، لكن الأغلبية لا تحتاج هذه الإجراء. تمكّن هذه الصلاحيات الرئيسَ الأمريكي من تعيين مستشارين موثوق بهم في مناصب رئيسية في مجتمع الاستخبارات.

### السلطة التشريعية
على الرغم من أن الدستور الأمريكي يمنح السلطة التنفيذية الأولوية في التعامل مع القضايا الاستخباراتية، فإن المادة الأولى توفر للكونغرس دورًا رقابيًا هامًا. ومع ذلك، تُعتبر رقابة الكونغرس على المسائل الاستخباراتية مهمة معقدة، فهي تحتاج لفهم رفيع المستوى لهذه المسائل. قدّم نقاش أعضاء المجلس حول قانون مراقبة الاستخبارات الأجنبية لعام 2008 مثالًا واضحًا حول الصعوبات التي يواجهها الكونغرس عند محاولة تعديل التشريعات المتعلقة بالأنشطة الاستخباراتية. لم يتمكن كثير من الأعضاء من الفهم العام للقانون لأسباب تتعلق بالتصنيف الأمني أو التعقيدات التقنية، ناهيك عن كيفية تعديله.

### الاعتمادات والمخصصات المالية
تُعتبر القدرة على إقرار الاعتمادات والبرامج المالية أهم أداة بيد الكونغرس ومصدر نفوذه. من خلال الاعتمادات المالية التي يقرها الكونغرس، يمكنه تحديد الأولويات السياسية والاستخباراتية من خلال توزيع الأموال وإدراج البنود غير المرتبطة بالميزانية ضمن حسابات الاعتمادات والمخصصات المالية.
الترشيحات: يُرشّح الرئيس الأمريكي القادة الكبار لمجتمع الاستخبارات الأمريكية، بما في ذلك مدير استخبارات الأمن القومي، ومدير وكالة الاستخبارات، لكن مجلس الشيوخ هو من يقر تعيينهم من عدمه. أحيانًا، تكون هذه المهمة شبة مستحيلة، ما يدفع بالبيت الأبيض لاختيار المرشحين بعناية أو حتى السماح للكونغرس بالتدخل في اختيار الأشخاص، وفي القضايا المتعلقة بالسياسات الاستخباراتية. امتنع الكونغرس في السنوات الأخيرة عن تأكيد ترشيح البيت الأبيض لقادة مجتمع الاستخبارات حتى وافقت السلطة التنفيذية على مشاركة معلومات إضافية حول المجالات الرئيسية لرقابة الكونغرس على الأنشطة الاستخباراتية.

## جلسات الكونغرس
يدعو الكونغرس في بعض الحالات أو يُجبر أعضاءً من السلطة التنفيذية للمثول أمامه لطرح أسئلة تهدف للقيام بعمليات استخباراتية أكثر تأثيرًا وشفافية. وكما ذُكر سابقًا، فإن قوة هذه الأداة التي يمتلكها الكونغرس تعتمد شكل أساسي على وعي الكونغرس بأنشطة مجتمع الاستخبارات.

### رقابة السلطة التنفيذية
تُركز الرقابة في السلطة التنفيذية عادةً على العمل السري والتجسس. يترأس الرئيس الأمريكي الرقابة في السلطة التنفيذية، ويجب أن يعطي الإذن أولًا لتنفيذ أي أعمال سرية. يتمتع الرئيس أيضًا بسلطة تعيين اللجان التي يمكن استخدامها لتقييم المهام الاستخباراتية (مثل اللجنة الوطنية للهجمات الإرهابية أو لجنة الاستخبارات الخاصة بالعراق).

### اللجنة الاستشارية الرئاسية للاستخبارات الخارجية
تُعرف الآن اللجنة الاستشارية الرئاسية للاستخبارات الخارجية باسم اللجنة الاستشارية الرئاسية للاستخبارات، ويقع تحت سلطتها لجنة الرقابة على الاستخبارات، والتي تُستخدم لإجراء التحقيقات وتنفيذ الأنشطة التحليلية التي يطلبها الرئيس. يعيّن الرئيس أعضاء اللجنة الاستشارية الرئاسية للاستخبارات، وعادة ما يكون هؤلاء الأفراد من ذوي الخبرة. أزال الرئيس جورج دبليو بوش في عام 2008 طبقًا لسلطته التنفيذية بإزالة بعض من الصلاحيات الرقابية من مجلس الرقابة على الاستخبارات، وقال النقّاد إن تلك الإجراءات أضعفت القدرات الرقابية للمجلس. في السابق، إذا علم مجلس الرقابة على الاستخبارت بوجود تجاوزات غير قانونية أو أوامر تنفيذية لأنشطة استخباراتية غير مشروعة، يقوم بإخطار الرئيس والنائب العام. أما الآن، فيجب على مجلس الرقابة على الاستخبارت إحالة القضايا إلى وزارة العدل لإجراء تحقيق جنائي، بالإضافة إلى فقد الرقابة على المستشار العام والمفتش العام لوكالة الاستخبارات المركزية. تكمن المشكلة الرئيسية مع اللجنة الاستشارية الرئاسية للاستخبارات في المخاوف الذي قد يسببها أعضاؤها، إذ يُعيّنون من قبل الرئيس، وهذا يطرح احتمالية لتسييس توصياتهم.

### مكاتب التفتيش العامة
تقع على عاتق المفتش العام والمستشار العام مسؤوليات رقابية على كل منصب في مجلس الوزراء ووكالة الاستخبارات. ترفع مكاتب التفتيش العامة تقاريرها إلى الوزراء أو إلى مدير الوكالة. تُجري أيضًا تحقيقات مستقلة ومراجعات خاصة وعمليات تفتيش على الأفراد والبرامج لتحديد التجاوزات وإساءة الاستخدام وسوء السلوك وتعزيز النزاهة والكفاءة والفاعلية.

### مستشار الأمن القومي
توفر برامج الاستخبارات التابعة لمكتب مستشار الأمن القومي السياسات الاستخباراتية والرقابة والإشراف الروتيني على مجتمع الاستخبارات الأمريكي. يُشرف مدير الاستخبارات القومية على توجيه تشغيل برنامج الاستخبارات الوطنية لمجتمع الاستخبارات. هيئة الرقابة في مكتب المعهد الوطني الديمقراطي هي جزء من مجلس مجتمع الاستخبارات المشترك، وتقع تحت سلطة مكتب الاستخبارات الوطني الديمقراطي بالإضافة لأعضاء آخرين مثل الممثلين عن الولايات والدفاع والأمن الداخلي والنائب العام.

## الرقابة القضائية
محكمة الولايات المتحدة الأمريكية لمراقبة الاستخبارات الخارجية هي محكمة أمريكية فيدرالية تأسست وفُوضت للقيام بمهامها تحت قانون مراقبة الاستخبارات الخارجية لعام 1978 للنظر في الطلبات المقدمة للحصول على إذن بمراقبة الجواسيس الأجانب داخل الولايات المتحدة الأمريكية من قبل وكالات الاستخبارات وإنفاذ القانون الفدرالية. تُقدّم تلك الطلبات عادةً من خلال وكالة الأمن القومي ومكتب التحقيقات الفدرالية.